# Coupe d'Allemagne féminine de football 2011-2012
Navigation
Édition précédente Édition suivante
Le DFB-Pokal Frauen 2011-2012 est la 32e édition de la Coupe d'Allemagne féminine.
Il s'agit d'une compétition à élimination directe ouverte aux clubs évoluant cette saison ou ayant évolué la saison passée en Frauen-Bundesliga ou 2. Frauen-Bundesliga ainsi qu'aux vainqueurs de coupes régionales de la saison précédente. Elle est organisée par la Fédération allemande de football (DFB).
La finale a lieu le 12 mai 2012 au RheinEnergieStadion à Cologne et est remporté par le Bayern Munich sur le score de deux buts à zéro face au FFC Turbine Potsdam.

## Calendrier de la compétition
| Tour                                                                        | Nom                 | Dates retenues    | Équipes participantes | Équipes restantes |
| --------------------------------------------------------------------------- | ------------------- | ----------------- | --------------------- | ----------------- |
| 1                                                                           | Premier tour        | 13 août 2011      | 46                    | 32                |
| (entrée en lice des neuf meilleures équipes de Frauen-Bundesliga 2010-2011) |                     |                   |                       |                   |
| 2                                                                           | Seizièmes de finale | 10 septembre 2011 | 32                    | 16                |
| 3                                                                           | Huitièmes de finale | 29 octobre 2011   | 16                    | 8                 |
| 4                                                                           | Quarts de finale    | 3 décembre 2011   | 8                     | 4                 |
| 5                                                                           | Demi-finales        | 7 avril 2012      | 4                     | 2                 |
| 6                                                                           | Finale              | 12 mai 2012       | 2                     | 1                 |

## Premier tour
| Date          | Club (division)                             | Score            | Club (division)                                 |
| ------------- | ------------------------------------------- | ---------------- | ----------------------------------------------- |
| 13-14/08/2011 | Blau-Weiß Beelitz (Coupe régionale)         | 1-7              | FFC Oldesloe (de) (2. Frauen-Bundesliga)        |
| 13-14/08/2011 | TS Woltmershausen (Coupe régionale)         | 0-14             | BV Cloppenburg (2. Frauen-Bundesliga)           |
| 13-14/08/2011 | TSV Jahn Calden (Coupe régionale)           | 4-1              | FFV Neubrandenburg (Coupe régionale)            |
| 13-14/08/2011 | FC Riepsdorf (Coupe régionale)              | 0-1              | Werder Brême (2. Frauen-Bundesliga)             |
| 13-14/08/2011 | SV Bardenbach (Coupe régionale)             | 0-6              | SC Fribourg (1. Frauen-Bundesliga)              |
| 13-14/08/2011 | Heidenauer SV (Coupe régionale)             | 0-13 (Tab : 2-3) | HSV Borussia Friedenstal (2. Frauen-Bundesliga) |
| 13-14/08/2011 | VfL Bochum (Coupe régionale)                | 1-5              | FFC Niederkirchen (2. Frauen-Bundesliga)        |
| 13-14/08/2011 | TB Neckarhausen (Coupe régionale)           | 0-9              | Borussia Mönchengladbach (2. Frauen-Bundesliga) |
| 13-14/08/2011 | GSV Moers (Coupe régionale)                 | 0-5              | SC Sand (Regionalliga)                          |
| 13-14/08/2011 | FFV Erfurt (Coupe régionale)                | 1-5              | FC Lokomotive Leipzig (1. Frauen-Bundesliga)    |
| 13-14/08/2011 | Tennis Borussia Berlin (Regionalliga)       | 1-10             | FF USV Iéna (1. Frauen-Bundesliga)              |
| 13-14/08/2011 | TSG Burg Gretesch (Coupe régionale)         | 0-1 (a.p.)       | Magdeburger FFC (en) (2. Frauen-Bundesliga)     |
| 13-14/08/2011 | Blau-Weiß Hohen Neuendorf (Coupe régionale) | 3-2 (a.p.)       | Mellendorfer TV (2. Frauen-Bundesliga)          |
| 13-14/08/2011 | Hallescher FC (Coupe régionale)             | 2-5 (Tab : 6-4)  | FSV Gütersloh (2. Frauen-Bundesliga)            |
| 13-14/08/2011 | SV Wilhelmsburg (Coupe régionale)           | 1-11             | FC Lübars (2. Frauen-Bundesliga)                |
| 13-14/08/2011 | VfL Kommern (Coupe régionale)               | 2-1              | FC Cologne (2. Frauen-Bundesliga)               |
| 13-14/08/2011 | FFC Recklinghausen (2. Frauen-Bundesliga)   | 1-3              | ETSV Würzburg (2. Frauen-Bundesliga)            |
| 13-14/08/2011 | Hegauer FV (Coupe régionale)                | 2-4              | FC Sarrebruck (2. Frauen-Bundesliga)            |
| 13-14/08/2011 | TuS Issel (Coupe régionale)                 | 0-3              | FV Löchgau (2. Frauen-Bundesliga)               |
| 13-14/08/2011 | TSV Neckarau (Coupe régionale)              | 0-2              | TSV Crailsheim (2. Frauen-Bundesliga)           |
| 13-14/08/2011 | SV Holstein Kiel (de) (Regionalliga)        | 0-1              | SV Meppen (2. Frauen-Bundesliga)                |
| 13-14/08/2011 | SV Weinberg (Coupe régionale)               | 0-4              | TSG Hoffenheim (2. Frauen-Bundesliga)           |
| 13-14/08/2011 | Rot-Weiß Göcklingen (Coupe régionale)       | 0-3              | VfL Sindelfingen (2. Frauen-Bundesliga)         |

## Seizièmes de finale
| Date          | Club (division)                                 | Score      | Club (division)                                 |
| ------------- | ----------------------------------------------- | ---------- | ----------------------------------------------- |
| 10-11/09/2011 | TSV Jahn Calden (Coupe régionale)               | 0-5        | FC Lokomotive Leipzig (1. Frauen-Bundesliga)    |
| 10-11/09/2011 | Blau-Weiß Hohen Neuendorf (Coupe régionale)     | 0-3        | Hambourg SV (1. Frauen-Bundesliga)              |
| 10-11/09/2011 | HSV Borussia Friedenstal (2. Frauen-Bundesliga) | 4-1        | FFC Oldesloe (de) (2. Frauen-Bundesliga)        |
| 10-11/09/2011 | FFC Turbine Potsdam (1. Frauen-Bundesliga)      | 5-0        | SG Essen-Schönebeck (1. Frauen-Bundesliga)      |
| 10-11/09/2011 | FSV Gütersloh (2. Frauen-Bundesliga)            | 4-2        | FC Lübars (2. Frauen-Bundesliga)                |
| 10-11/09/2011 | FF USV Iéna (1. Frauen-Bundesliga)              | 3-2 (a.p.) | BV Cloppenburg (2. Frauen-Bundesliga)           |
| 10-11/09/2011 | Magdeburger FFC (en) (2. Frauen-Bundesliga)     | 0-5        | VfL Wolfsbourg (1. Frauen-Bundesliga)           |
| 10-11/09/2011 | SV Meppen (2. Frauen-Bundesliga)                | 0-1 (a.p.) | Werder Brême (2. Frauen-Bundesliga)             |
| 10-11/09/2011 | VfL Kommern (Coupe régionale)                   | 0-6        | FFC Francfort (1. Frauen-Bundesliga)            |
| 10-11/09/2011 | SC Sand (Regionalliga)                          | 0-2        | FCR Duisbourg (1. Frauen-Bundesliga)            |
| 10-11/09/2011 | TSV Crailsheim (2. Frauen-Bundesliga)           | 4-5 (a.p.) | TSG Hoffenheim (2. Frauen-Bundesliga)           |
| 10-11/09/2011 | Bayer Leverkusen (1. Frauen-Bundesliga)         | 0-1        | SC Bad Neuenahr (1. Frauen-Bundesliga)          |
| 10-11/09/2011 | FC Sarrebruck (2. Frauen-Bundesliga)            | 0-1        | Bayern Munich (1. Frauen-Bundesliga)            |
| 10-11/09/2011 | SC Fribourg (1. Frauen-Bundesliga)              | 6-3        | ETSV Würzburg (2. Frauen-Bundesliga)            |
| 10-11/09/2011 | FFC Niederkirchen (2. Frauen-Bundesliga)        | 0-1        | FV Löchgau (2. Frauen-Bundesliga)               |
| 10-11/09/2011 | VfL Sindelfingen (2. Frauen-Bundesliga)         | 8-0        | Borussia Mönchengladbach (2. Frauen-Bundesliga) |

## Huitièmes de finale
| Date          | Club (division)                              | Score      | Club (division)                                 |
| ------------- | -------------------------------------------- | ---------- | ----------------------------------------------- |
| 29-30/10/2011 | FC Lokomotive Leipzig (1. Frauen-Bundesliga) | 6-1        | FV Löchgau (2. Frauen-Bundesliga)               |
| 29-30/10/2011 | Bayern Munich (1. Frauen-Bundesliga)         | 2-0        | FF USV Iéna (1. Frauen-Bundesliga)              |
| 29-30/10/2011 | SC Bad Neuenahr (1. Frauen-Bundesliga)       | 3-1        | TSG Hoffenheim (2. Frauen-Bundesliga)           |
| 29-30/10/2011 | FSV Gütersloh (2. Frauen-Bundesliga)         | 2-1 (a.p.) | Werder Brême (2. Frauen-Bundesliga)             |
| 29-30/10/2011 | FFC Francfort (1. Frauen-Bundesliga)         | 1-0        | VfL Wolfsbourg (1. Frauen-Bundesliga)           |
| 29-30/10/2011 | FCR Duisbourg (1. Frauen-Bundesliga)         | 10-0       | HSV Borussia Friedenstal (2. Frauen-Bundesliga) |
| 29-30/10/2011 | FFC Turbine Potsdam (1. Frauen-Bundesliga)   | 4-1        | VfL Sindelfingen (2. Frauen-Bundesliga)         |
| 29-30/10/2011 | Hambourg SV (1. Frauen-Bundesliga)           | 2-0        | SC Fribourg (1. Frauen-Bundesliga)              |

## Quarts de finale
| Date        | Club (division)                        | Score           | Club (division)                              |
| ----------- | -------------------------------------- | --------------- | -------------------------------------------- |
| 3-4/12/2011 | FFC Francfort (1. Frauen-Bundesliga)   | 5-1             | FFC Turbine Potsdam (1. Frauen-Bundesliga)   |
| 3-4/12/2011 | FSV Gütersloh (2. Frauen-Bundesliga)   | 0-7             | FCR Duisbourg (1. Frauen-Bundesliga)         |
| 3-4/12/2011 | SC Bad Neuenahr (1. Frauen-Bundesliga) | 0-0 (Tab : 5-6) | Bayern Munich (1. Frauen-Bundesliga)         |
| 3-4/12/2011 | Hambourg SV (1. Frauen-Bundesliga)     | 3-2             | FC Lokomotive Leipzig (1. Frauen-Bundesliga) |

## Demi-finales
| Date        | Club (division)                      | Score           | Club (division)                      |
| ----------- | ------------------------------------ | --------------- | ------------------------------------ |
| 8-9/04/2012 | FFC Francfort (1. Frauen-Bundesliga) | 2-2 (Tab : 5-4) | FCR Duisbourg (1. Frauen-Bundesliga) |
| 8-9/04/2012 | Bayern Munich (1. Frauen-Bundesliga) | 5-2             | Hambourg SV (1. Frauen-Bundesliga)   |

## Finale
| 12 mai 2012 | FFC Francfort | 0-2   | Bayern Munich                       | RheinEnergieStadion, Cologne                        |                                                     |
|             |               | (0-0) | 63e Sarah Hagen · 90e Ivana Rudelic | Spectateurs : 15 678 Arbitrage : Inka Müller-Schmäh | Spectateurs : 15 678 Arbitrage : Inka Müller-Schmäh |